# Бенно Штраухер
 Бенно (також Бен'ямін) Штраухер (також Штравхер), (11 серпня 1850, с. Рогізна поблизу Чернівців – 5 листопада 1940, м. Чернівці) — єврейський юрист, доктор права, політик, громадський діяч, депутат законодавчих органів Австрії і Румунії, багаторічний президент Чернівецької єврейської релігійної громади, почесний громадянин міста Чернівці.

## Біографія
Народився 11 серпня 1850, за іншими джерелами — 1854 року. Батько був ремісником.
Закінчив гімназію в Чернівцях, навчався у Чернівецькому та Віденському університетах. Здобув науковий ступінь доктора права.
Працював адвокатом у Чернівцях. 1888 року обраний членом правління Чернівецької єврейської релігійної громади. Усі сили віддав служінню місту та єврейству.
Переведення за межі міста військових об'єктів, розвиток і перетворення Чернівців у велике місто були напрямками, в яких працював д-р Штраухер. Нині на колишніх місцях військових об'єктів красуються будівлі, що зробили ці місця найприваблішими кварталами Чернівців.
Спорудження Палацу юстиції, міського театру, нового залізничного вокзалу здійснювалося за активного сприяння д-ра Штраухера.
Він безпосередньо, як громадський радник, взяв участь у вирішенні питань вуличного руху в місті, становлення міської шкільної освіти, реорганізації магістрату.
За його ініціативи і при його активній підтримці у 1907–1908 в Чернівцях був побудований шедевр містобудування — Єврейський народний дім, який зараз є пам'яткою архітектури.
За заслуги перед Чернівцями громадська рада удостоїла його звання Почесного громадянина міста Чернівці.
35 років д-р Бенно Штраухер віддав служінням інтересам євреїв Буковини та Чернівців і був безперечним їх лідером на політичній арені.

Керівники Єврейської громади в Чернівцях. Б.Штраухер в третьому ряду четвертий справа. (1905)

1903 року його обирають віце-президентом єврейської релігійної громади, а 8 червня 1904 року — її президентом.
Д-р Штраухер обирався в 1907 і 1911 роках також депутатом буковинського ландтагу та парламенту Австрії.
Щоб зламати диктат румунських послів у крайовому (Буковини) сеймі, яким активно допомагала румунська православна ієрархія, українські посли на чолі з Миколою Васильком заснували у 1903 році ліберальний гурток «Вільнодумний союз», до якого ввійшли д-р Бенно Штраухер, Стефан Штефанович, а також Аурел Ончул, який не підтримав коаліції великих румунських землевласників.

«Вільнодумному союзові» вдалося затвердити в сеймі ряд законів, на підставі яких здобуто культурну автономію для національних груп, що проживали на Буковині. Відтоді національний рух на Буковині почав переходити зі стану аматорсько-прсвітницького в державно-політичний.
З початком Першої світової війни залишає Чернівці, оскільки була небезпека його арешту російськими окупаційними властями, і переїжджає до Відня, де продовжує керувати єврейською громадою, надає євреям-втікачам посильну допомогу.
Після війни активно виступає на політичній арені — його обирають послом до румунського парламенту.
1932 року отримує нащиріщі вітання співгромадян з приводу його 80-річчя. Проте вже з наступного року на нього посипалися важкі удари долі — помирає його дружина, а незабаром помирає ще й один з його синів, адвокат Едмунд Штраухер (другий син, Отто, мешкав у Відні).
20 липня 1935 року чернівецькі часописи з жалем повідомили про плани Штраухера переселитися до Палестини. Проте друзям вдалося переконати його не залишити Чернівці.
З ініціативи голови єврейської громади д-р Альберта Луттінгера д-ру Штраухеру була подарована квартира в особняку у затишному районі міста по вулиці архімандрита Євсебія Поповича, 20 (нині вулиця Йозефа Главки), що навпроти парку резиденції буковинських митрополитів. Помешкання його було на першому поверсі. До цього він мешкав на вулиці Янку Флондера, 3 (нині вулиця Ольги Кобилянської).
Ще у 1939 д-р Штраухер почував себе добре і в гарні дні здійснював прогулянки до Садгори (тепер мікрорайон Чернівців), де був центр хасидизму.
У 1940, коли Чернівці уже були окуповані (в червні) радянськими військами, д-р Штраухер помер 5 листопада. Поховали його без урочистостей на старому єврейському цвинтарі (нині це на вулиці «Зелена»), а на пам'ятнику викарбували просто і скромно «Д-р Бенно Штраухер».

## Політичні погляди
Перебував в опозиції до сіоністичного руху.

## Відзначення пам'яті
У вестибюлі Єврейського народного дому 3 січня 1909 встановлений бронзовий бюст президента Чернівецької єврейської релігійної громади д-ра Бенно Штраухера роботи віденського скульптора Ляйзека. На другому поверсі встановлена пам'ятна дошка з написом «На постійну згадку і вічну пам'ять про ініціатора і творця цієї монументальної споруди пана д-ра Бенно Штраухера, президента Чернівецької єврейської релігійної громади, депутата австрійської Палати послів і Буковинського сейму, засідателя виконавчого комітету Буковинського сейму, міського радника…».